# Berneuil-sur-Aisne
Berneuil-sur-Aisne település Franciaországban, Oise megyében. Lakosainak száma 937 fő (2022. január 1.). Berneuil-sur-Aisne Attichy, Couloisy, Cuise-la-Motte, Rethondes, Saint-Crépin-aux-Bois és Trosly-Breuil községekkel határos.

## Népesség
A település népességének változása:
| Lakosok száma | 1011 | 1011 | 1023 | 1004 | 1001 | 991  | 989  | 961  | 937  |
|               | 2013 | 2015 | 2016 | 2017 | 2018 | 2019 | 2020 | 2021 | 2022 |